# Ron Lea
Ron Lea (* 2. November 1952 in Montreal, Québec) ist ein kanadischer Schauspieler.

## Leben
Lea wurde am 2. November 1952 in Montreal geboren. Er machte einen Abschluss an der Concordia University. Später studierte er Schauspiel an der National Theatre School of Canada. 1969 debütierte er im Fernsehfilm Lucullus als Filmschauspieler. Er verkörperte die Rolle des Brian Malony in der Fernsehserie Die Waffen des Gesetzes, die er von 1990 bis 1994 in insgesamt 51 Episoden darstellte. Später erhielt er die wiederkehrende Rolle des Del Sutton in der Fernsehserie Wind at My Back, die er von 1997 bis 2000 verkörperte. Von 2001 bis 2004 war er in der Rolle des Dr. Oliver Crane in der Fernsehserie Doc zu sehen.
Von 2013 bis 2017 stellte er die Rolle des Lieutenant Gavin Hardcastle in elf Episoden der Fernsehserie Orphan Black dar.
Er lebt in Toronto.

## Filmografie (Auswahl)
- 1969: Lucullus (Fernsehfilm)
- 1988: Der Frauenmörder (Criminal Law)
- 1988: Tommy Tricker und das Geheimnis der Briefmarken (Tommy Tricker and the Stamp Traveller)
- 1990–1994: Die Waffen des Gesetzes (Street Legal, Fernsehserie, 51 Episoden)
- 1991: Die Rache des Wolfes (Clearcut)
- 1994–1995: Catwalk (Fernsehserie, 13 Episoden)
- 1995: Ebbies Weihnachtsgeschichte (Miracle at Christmas: Ebbie’s Story, Fernsehfilm)
- 1996–1999: Omertà, la loi du silence (Miniserie, 29 Episoden)
- 1997–2000: Wind at My Back (Fernsehserie, 18 Episoden)
- 1999: Fluchtpunkt Mars (Escape from Mars)
- 2001–2004: Doc (Fernsehserie, 88 Episoden)
- 2002: Dass du ewig denkst an mich (All Around the Town)
- 2003: Der Einsatz (The Recruit)
- 2003: Sommer mit den Burggespenstern (Summer with the Ghosts)
- 2003: Mein Freund Jeff (Le dernier chapitre, Miniserie, 6 Episoden)
- 2005–2006: This Is Wonderland (Fernsehserie, 13 Episoden)
- 2007: Saw IV
- 2008: Punisher: War Zone
- 2009: Last Impact – Der Einschlag (Impact, Fernsehfilm)
- 2009: Das Phantom (The Phantom, Miniserie, 2 Episoden)
- 2013–2017: Orphan Black (Fernsehserie, 11 Episoden)
- 2014: Albert aus Versehen (How to Build a Better Boy, Fernsehfilm)
- 2015: Blitzschlag – Gefangen im Gewittersturm (Deadly Voltage)
- 2016: Christmas Inc. (Christmas Incorporated)
- 2017: American Gods (Fernsehserie, Episode 1x05)
- 2018: Im Norden strahlt der Weihnachtsstern (Northern Lights of Christmas, Fernsehfilm)
- 2019: Georgetown
- 2019: Boombats (Fernsehserie, 3 Episoden)
- 2023: Painkiller (Miniserie, 6 Episoden)
- 2024: The Apprentice – The Trump Story (The Apprentice)